# Thymebatis pacifica
Thymebatis pacifica är en stekelart som först beskrevs av Cameron 1886.  Thymebatis pacifica ingår i släktet Thymebatis och familjen brokparasitsteklar. Inga underarter finns listade i Catalogue of Life.